# Maurice Bucquet
Jean Paul Maurice Bucquet (ur. 22 marca 1860 w Paryżu, zm. 17 lutego 1921 tamże) – francuski strzelec, olimpijczyk.
Brał udział w Letnich Igrzyskach Olimpijskich 1900. Startował tylko w trapie, w którym zajął 15. miejsce ex aequo z dwoma zawodnikami.

## Wyniki olimpijskie
| Igrzyska | Konkurencja | Wynik  | Miejsce | Źródło |
| -------- | ----------- | ------ | ------- | ------ |
| IO 1900  | Trap        | 9 pkt. | 15      | [ 2 ]  |